# Église Sainte-Marie de Corneilla-de-Conflent
Monument majeur de l'art roman catalan, l’église Sainte-Marie de Corneilla-de-Conflent est une ancienne collégiale, construite aux XIe et XIIe siècles. Elle est classée monument historique en 1840 et 1952.

## Historique
Mentionnée pour la première fois en 1018, l'église Sainte-Marie, propriété de l'évêché d'Elne, entre en possession des comtes de Cerdagne en 1025 en échange de leur église d'Escaro. Le comte Guillaume Raymond demande par testament en 1094 à son fils Guillaume Jorda d'établir un collège de chanoines dans l'église, ce qu'il fait en 1097 en la confiant à l'ordre de Saint-Augustin, qui dans la région possède déjà le prieuré de Serrabone.
À l'origine établis au nord de l'église, le cloître et les bâtiments conventuels, mal exposés et sujets à des instabilités de terrain, furent transférés au XIVe siècle au sud de la collégiale. L'ancien palais des comtes de Cerdagne fut cédé aux chanoines par le roi d'Aragon, et un nouveau cloître, de style gothique, édifié. Un pont, démoli en 1790, fut de plus construit pour enjamber le chemin royal de Fillols afin de faire communiquer de manière directe l'ancien château avec l'église.

La collégiale fut soumise au régime de la commende au XVIe siècle puis sécularisée en 1592 par le pape Clément VIII. Elle est aujourd'hui l'église paroissiale du village de Corneilla.

## Description

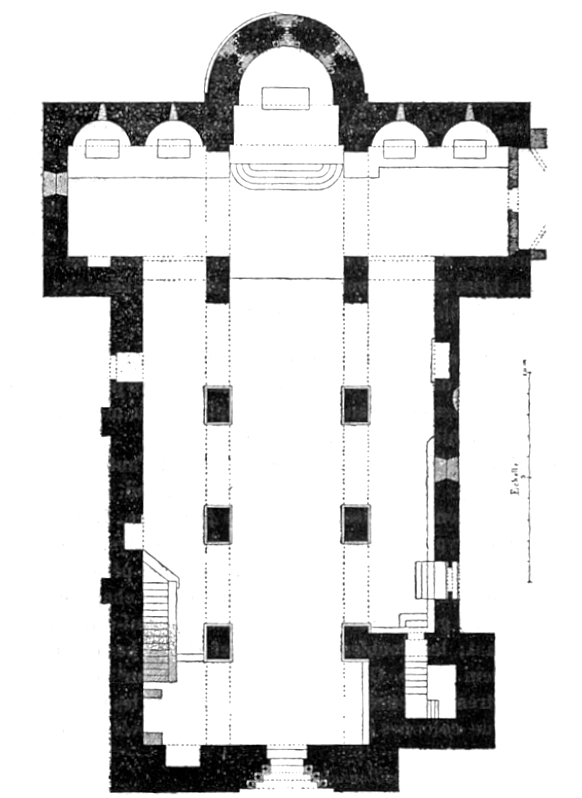
Plan de l'église.

### La nef
L'église comporte une large nef de quatre travées, flanquée de collatéraux qui en sont séparés par des arcades en plein cintre reposant sur des piles rectangulaires. Les murs gouttereaux et la base des piles dateraient du XIe siècle, mais l'ensemble a été profondément remanié au XIIe siècle lorsque les trois vaisseaux furent voûtés, en berceau brisé pour la nef et en demi-berceau pour les collatéraux. Ce système de voûtement prive la nef d'un éclairage direct par des fenêtres hautes, ce qui fait que l'intérieur de l'église est fort sombre,.

### Le transept et le chœur
Datant du XIIe siècle, l'ensemble du transept et du chœur est saillant par rapport à la nef. Sa façade orientale, qui constitue le chevet, comprend l'abside principale, percée de trois fenêtres, et flanquée de part et d'autre de deux paires d'absidioles, ne comportant qu'une seule fenêtre d'axe. Extérieurement, seule l'abside principale, dans l'axe de la nef, est saillante, les quatre absidioles étant prises dans l'épaisseur du mur est. Une telle disposition n'existe, dans la région, qu'à Serrabone.
L'abside majeure est ornée d'une frise de dents d'engrenage qui court juste en dessous de la toiture, et qui surplombe une série d'arcatures aveugles. Les trois fenêtres de cette abside sont à double ébrasement et reliées par une frise de dents d'engrenage.

### La façade occidentale
Construite en granit, soigneusement appareillée, la façade occidentale comprend un fort beau portail monumental surmonté d'une fenêtre.
Le portail comprend trois paires de colonnettes qui, couronnées de six chapiteaux ornés de figures zoomorphes (lions, béliers) et végétales (feuilles), portent trois voussures. Le tympan est orné d'une mandorle encadrant une Vierge en majesté présentant l'Enfant. Cette mandorle est soutenue par deux anges. Sur la bordure de ce tympan court l'inscription : HEREDES VITAE : DOMINAM : LAUDARE : VENITE : PER QUAM VITAM DATUR : MUNDUS PER EAM REPARATUR (traduisible par « Héritiers de la Vie, venez louer la Dame // Par qui la Vie est donnée ; par elle le monde est restauré »).
La fenêtre qui surmonte le portail comprend une paire de colonnettes supportant une voussure, surmontée par une frise de dents d'engrenage.

### Le clocher
Témoin de l'église du XIe siècle, le clocher est une tour quadrangulaire haute de vingt-deux mètres, coiffée d'un toit à deux versants. Il comporte quatre niveaux, les deux premiers étant percés de meurtrières, le troisième de deux meurtrières curieusement outrepassées, et le dernier d'une large baie pour les cloches surmontée de deux oculi,.

## Mobilier
L'église possède en outre trois Vierges romanes intéressantes, en bois, de beaux autels du XIIe siècle et des stalles du XVe.

### Photographies de l'édifice

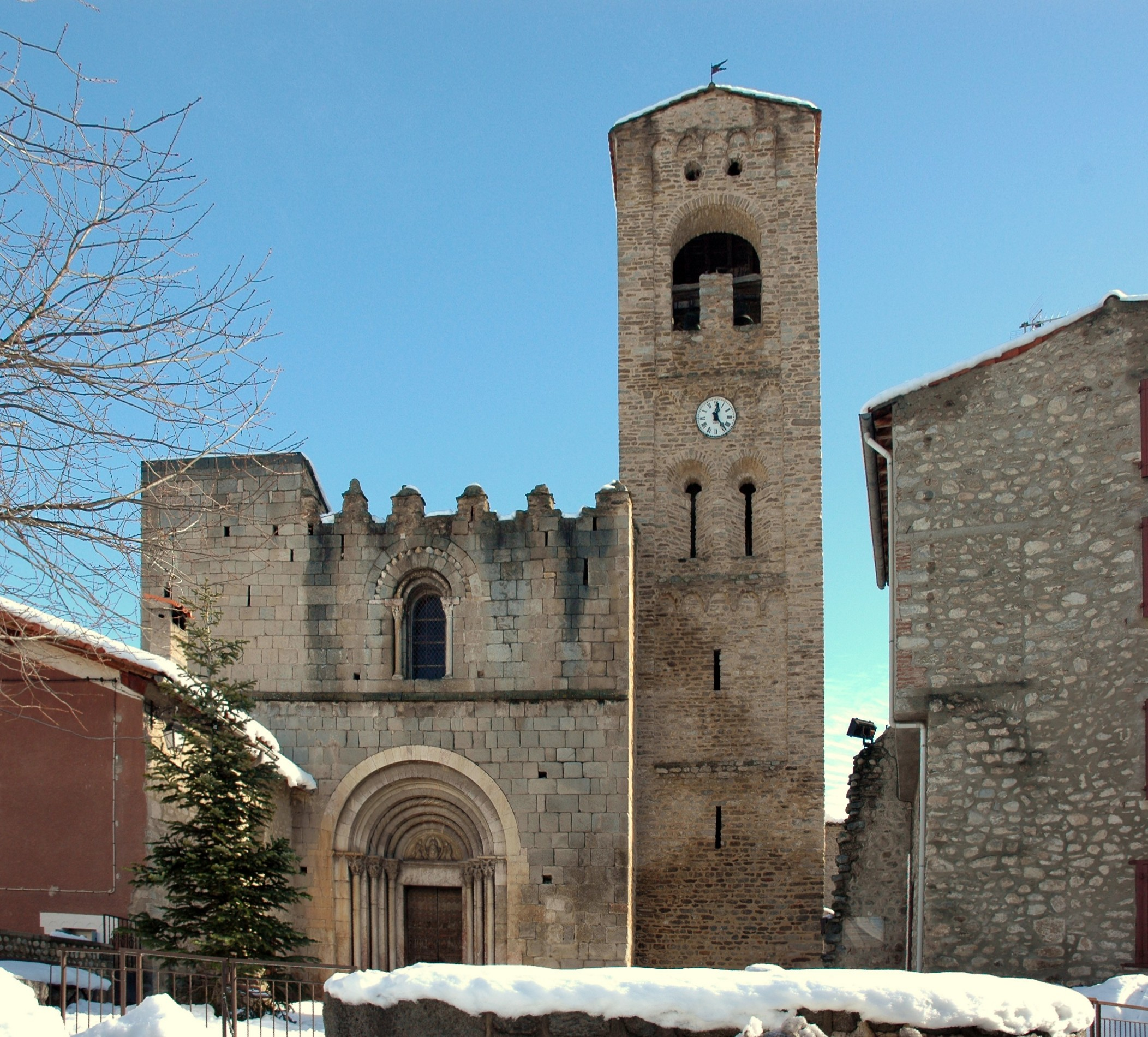
Façade occidentale et clocher
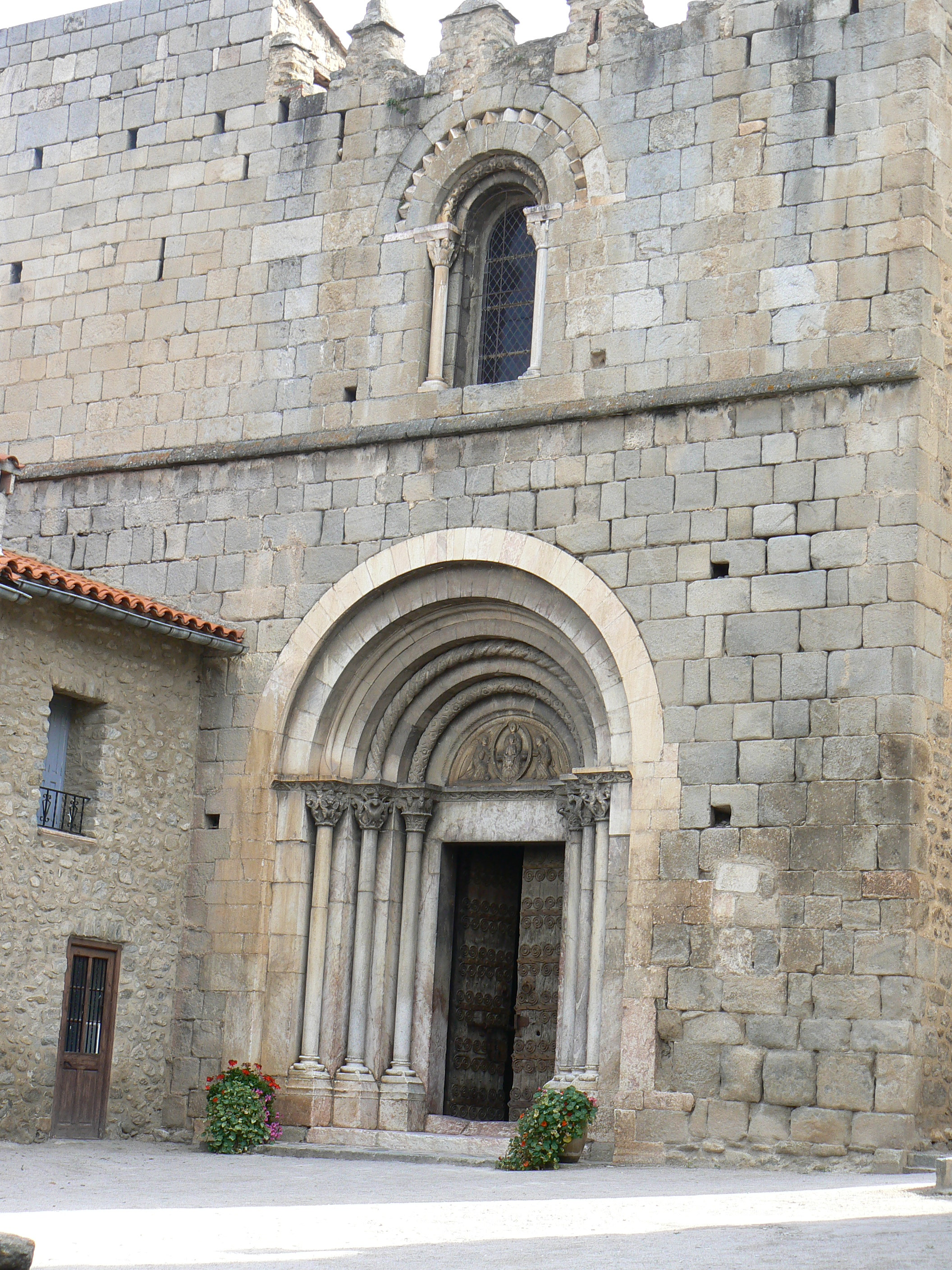
Façade occidentale : portail et fenêtre
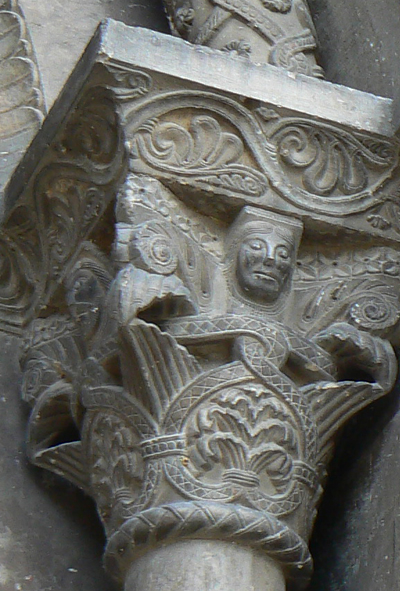
Chapiteau à droite du tympan
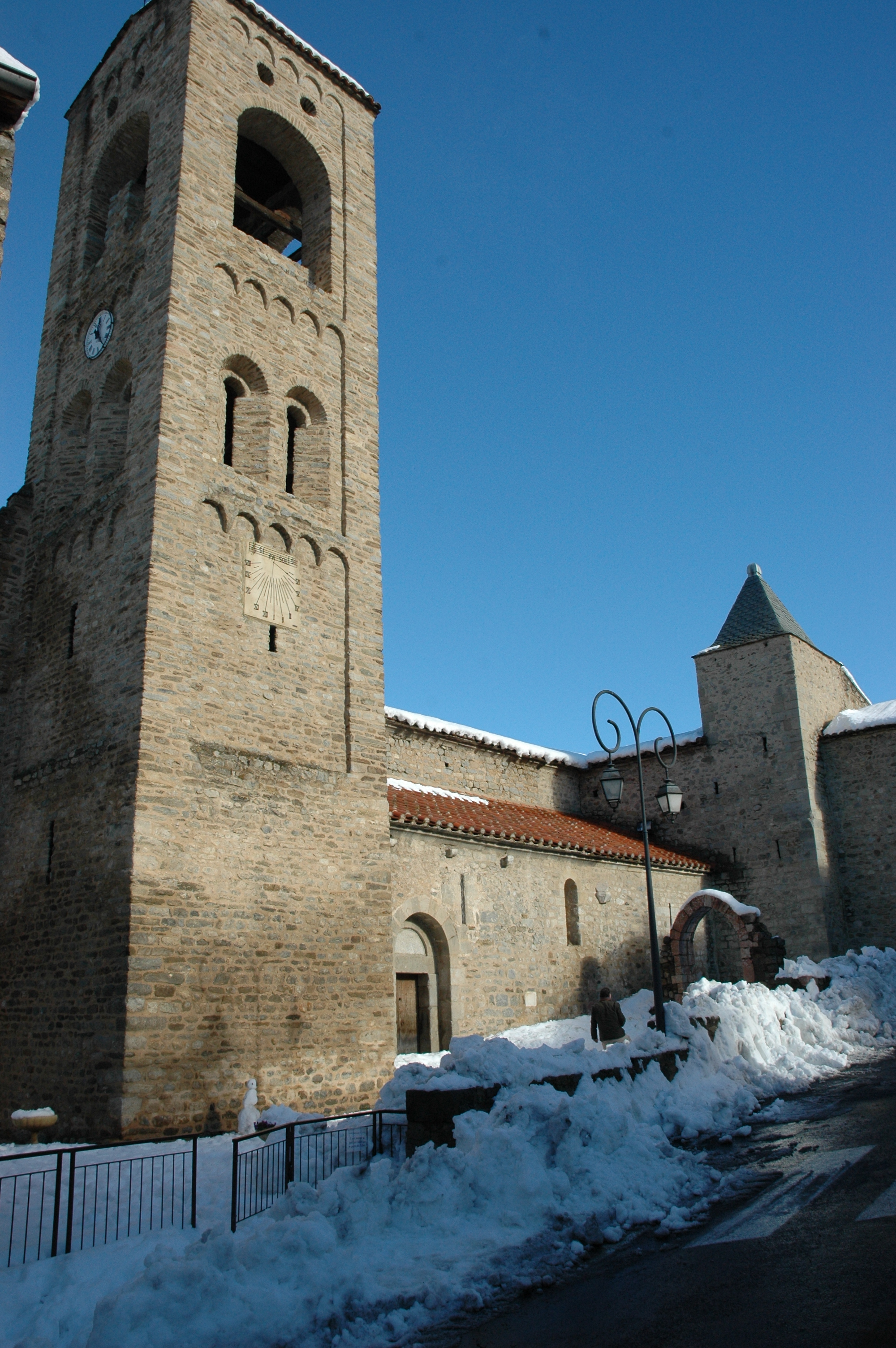
Clocher et façade sud
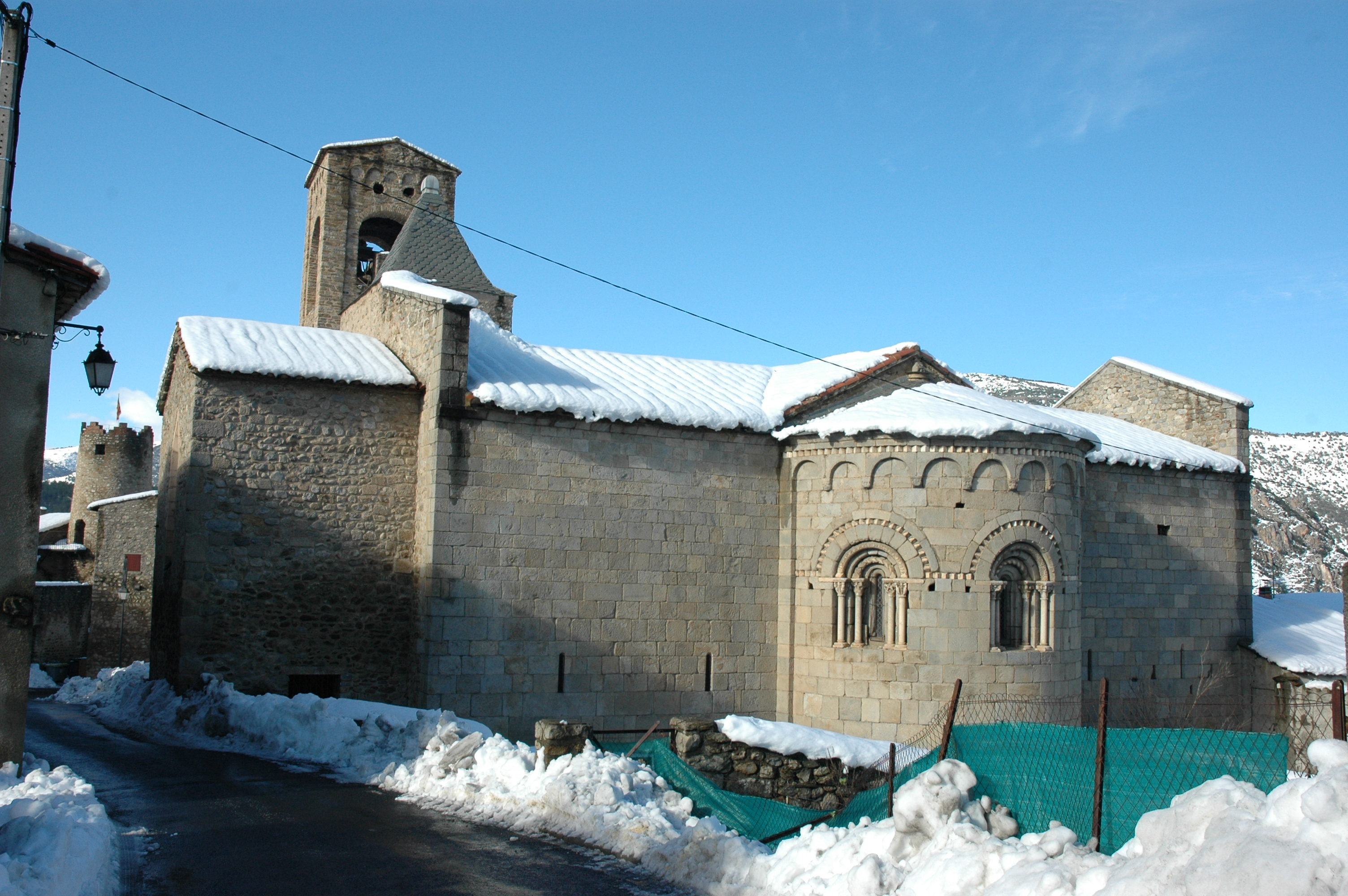
Chevet
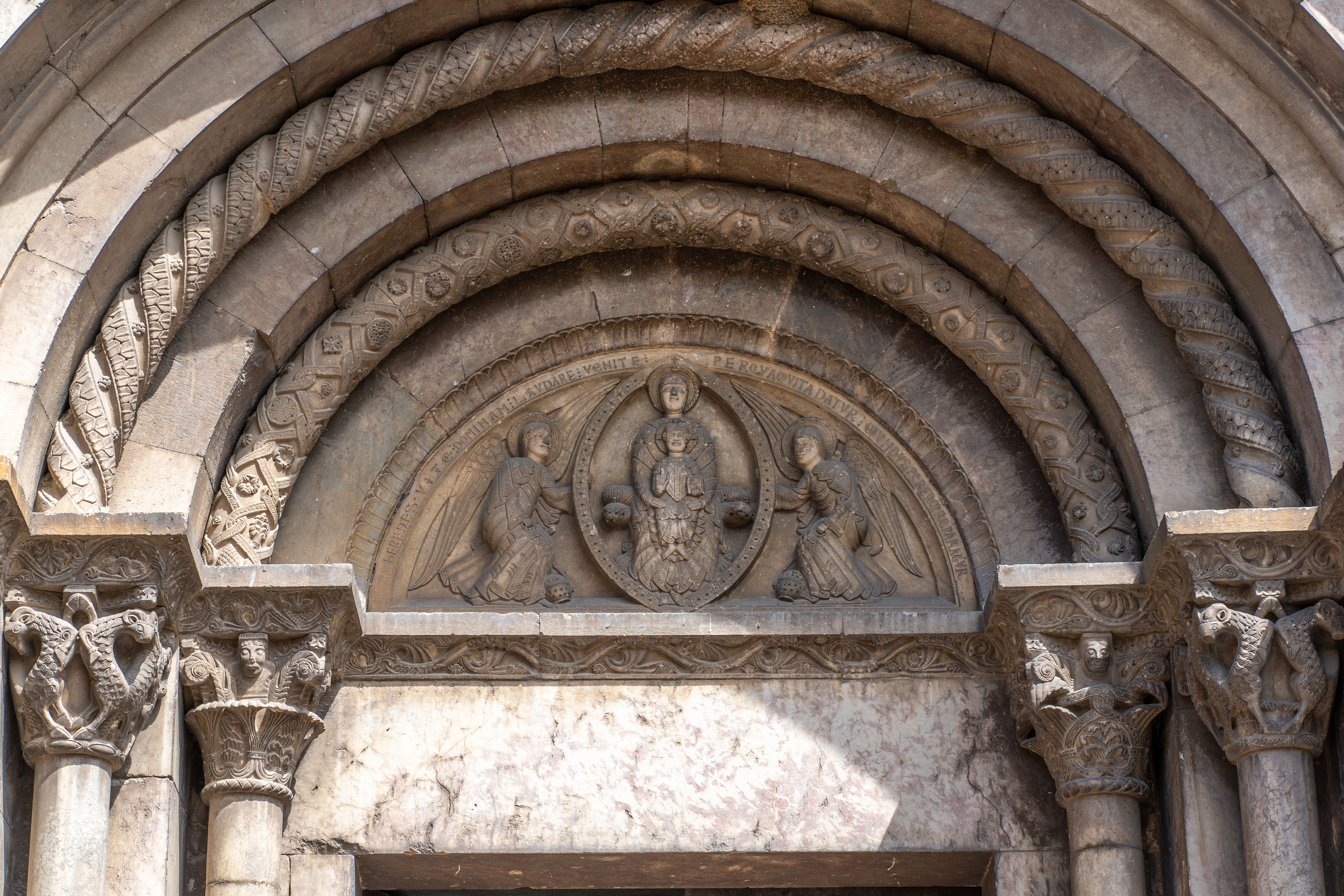

## Le mobilier

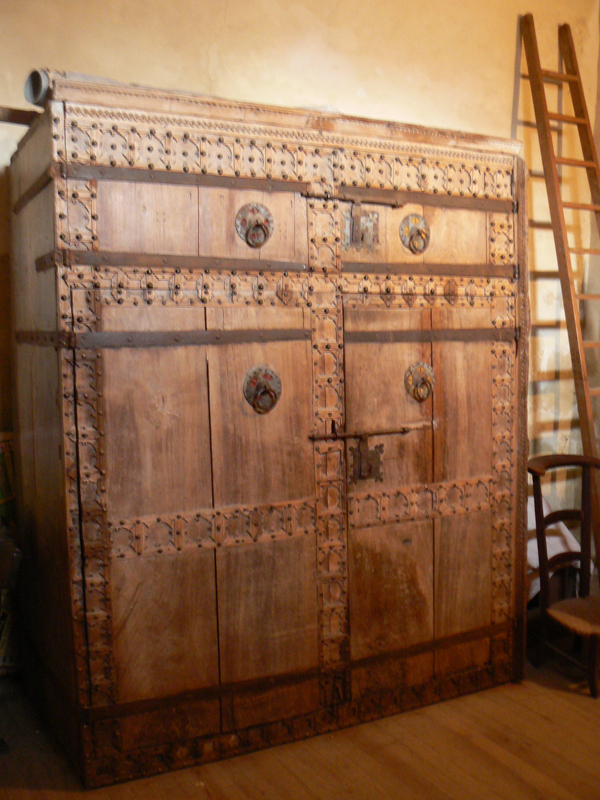
Armoire de la sacristie (XIVe siècle)
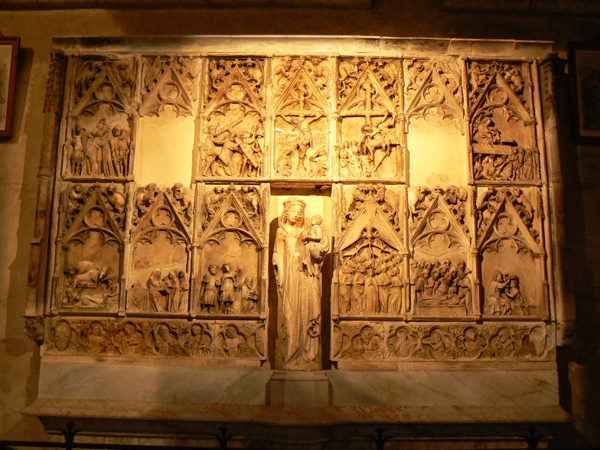
Retable de la Vierge, en marbre blanc (XIVe siècle)